# Blood Feast
Blood Feast es una película gore de 1963 dirigida por Herschell Gordon Lewis. Considerada la primera película gore de la historia, fue estrenada el 6 de julio de 1963 en Peoria, Illinois. Dio fama a su creador Herschell Gordon Lewis, que fue el creador del Gore. Si bien la británica Hammer Films ya había empezado a mostrar sangre en chirriante rojo technicolor y a principios de los 60 ya se había estrenado el primer documental de los Mondo Cane, Blood Feast va un paso más allá, y hace gala de muertes extremadamente gráficas y tripas por doquier, un auténtico predecesor del moderno cine de horror.
Otros nombres por la que se la conocen son Feast of Flesh («Fiesta de la Carne») y Orgía Sangrienta. El guion estuvo a cargo de Allison Louise Downe, que nunca había escrito uno.

## Argumento
Misteriosos asesinatos se suceden en un pueblo norteamericano, donde todas las víctimas son bellas mujeres a las cuales se les ha amputado una extremidad de su cuerpo. 
La investigación policial lleva la pista hasta el empresario gastronómico egipcio Fuad Ramses, que ha cometido los homicidios para rendir sacrificios a la diosa Ishtar y comercializar los miembros como si fuera carne del menú de su servicio de cáterin.

## Idea
Herchell Gordon Lewis tuvo, un día del invierno de 1962, la idea de inventar un subgénero cinematográfico cuya principal característica era el abusivo uso de la sangre. El único mensaje, sentido y razón de ser de ese género sería la sangre y las mutilaciones. Corría el año 1960 y Gordon Lewis trabajaba como socio del productor Dave Friedman, una de las figuras más importantes dentro del ámbito del cine nudie. Gordon Lewis y Friedman hicieron buenas migas desde el principio. Su primera obra conjunta, un drama de adolescentes titulado The Prime Time, fue un fracaso. Esto obligó a los dos a buscar el éxito fácil haciendo más películas nudies. Evidentemente, Lewis se cansó de hacer este tipo de films y empezó a pensar que era el momento perfecto para comenzar a dar un giro en su carrera. En 1963, el inteligente e inventivo Friedman había conseguido el encargo de rodar un film de nudistas en las playas de Florida. El productor, un tal Eli Jackson estaba obsesionado con que su esposa (una stripper llamada Virginia Bell) se luciera ante las cámaras y se convirtiera en una verdadera estrella. Claro que la intérprete estaba embarazada de unos meses lo que obligó a Gordon y Friedman a acabar la película a toda velocidad. Exactamente tardaron tres largos días en rodarla y, como es de imaginar, la película era mala. Friedman y Lewis se dedicaron a trabajar posteriormente con el dinero sobrante de la película nudista en un proyecto un poco diferente. Se trataba de un guion que Gordon escribió a la velocidad del rayo y que contaba la historia de cómo una madre se hace con los servicios de un cocinero egipcio llamado Ramses (típico nombre egipcio) para preparar la comida de la fiesta de su hija. Ramses es un tipo aplicado y decide hacer un plato que nadie ha hecho en 5000 años y que consiste en la interesante mezcla de órganos vitales de seres (preferiblemente chicas) que no han realizado el acto sexual.
La cosa es que se pusieron manos a la obra con semejante material y contrataron como protagonista a Connie Mason, playmate de 1963. lo que importaba en una película de estas características no eran precisamente los actores sino la sangre, las decapitaciones, las extirpaciones y los sesos troceados. Como decía Gordon, la sangre era mucho más importante que el argumento o el elenco de actores. La sangre era por lo tanto el verdadero protagonista, con lo que Gordon trabajó junto con un laboratorio llamado 'Coral Gables' dando finalmente con un líquido que daba mucho el pego. En palabras de Friedman, la sangre iba a salir a chorros de los muñones, de las cuencas vacías de los ojos, de las cabezas con la cabellera arrancada y de los torsos despellejados. Para conseguir estos efectos, además de la sangre, Gordon Lewis confeccionó unos maniquíes que rellenaba por dentro con carne de animal. Gordon Lewis y Friedman consiguieron acabar la película con un resultado más que digno para dos tipos como ellos. El presupuesto final fue de 40 000 dólares y se estrenó en el mismo 1963 en un autocine cercano a Chicago. La publicidad y los tráileres de Blood Feast llamaron mucho la atención de la gente de la zona que fueron en masa a verla. Friedman, para aumentar el impacto, astutamente vendió unas bolas para el mareo en la entrada con la intención de que fuesen consumidas por los espectadores en caso de no sentirse cómodos viendo Blood Feast. En definitiva, el film se convirtió en poco tiempo en un verdadero éxito consiguiendo recaudar cuatro millones de dólares con una película en donde la sangre era el principal reclamo. Todo esto le permitió a Gordon (y a Friedman) continuar con su carrera dentro del nuevo cine gore y realizar otra obra maestra titulada 2000 Maniacos.

## Críticas
La película fue criticada por su falta de argumento y por su violencia gore. Rotten Tomatoes la calificó con un 45 % de críticas positivas, mientras que la comunidad la calificó con 65 % de críticas positivas. Con una puntuación de 4,9 y 5,6 de 10, respectivamente.
La Imdb tiene hasta la fecha un promedio de 5,1. La revista Variety en 1964 dijo: «una sorpresa totalmente inepta», el guion fue criticado alegando que era «sin sentido y muy amateur».